# Приключенията на Мерлин
„Приключенията на Мерлин“ (на английски: Merlin или The Adventures of Merlin) е британски телевизионен сериал, който стартира по Би Би Си с 13 епизода през 2008 г.
Сериалът разказва за младежките години на бъдещия крал Артур и неговият магьосник Мерлин. Сюжета на филма значително се отличава както от сведенията за крал Артур дадени от Нений в „История на бритите“, така и от легендарните сведения дадени от Джефри Монмутски и Томас Малори. Според легендата крал Утер Пендрагон умира след раждането на Артур, а Мерлин дава бъдещия крал да бъде отгледан от сър Ектор. Пак според легендата Артур разбира, че е кралски син едва когато изтегля Екскалибур, а след това с помощта на Мерлин изграждат Камелот. В сериалът обаче Мерлин пристига като юноша във вече изграденият Камелот, където управлява крал Утер, а Артур е връстник на младия магьосник. Но за разлика от легендата крал Утер преследва вълшебниците и на Мерлин се налага да крие своите способности. Така че на бъдещия велик магьосник се пада неприятната участ да бъде чирак на придворния лекар Гай и слуга на принц Артур. Освен това Артур все още не е справедливия крал, а арогантен принц. На Мерлин се пада не само трудната задача да защитава бъдещия велик крал, но и да го направи добър и справедлив владетел. Освен Гай, Мерлин има още един помощник – Великият дракон. Драконът помага на младия вълшебник, но съветите му не винаги са безкористни. И макар в кралството на Утер магьосничеството да е забранено, то Камелот не веднъж е сполетян от беди със свръхестествен произход.
Въпреки доста съществените отклонения от познатите от древността легенди за крал Артур и вълшебника Мерлин, то не може да не направи впечатление, че сериалът се опитва да направи героите от древността близки до днешното подрастващо поколение, а заедно с това и позабравените в забързаното съвремие добродетели от миналото.

## Актьорски състав
- Колин Морган – Мерлин
- Брадли Джеймс – Артур
- Ричард Уилсън – Гай
- Антъни Хед – Утер Пендрагон
- Ейнджъл Коулби – Гуиневир
- Кейти Макграт – Моргана

Други:
- Джон Хърт – Великия дракон (глас)
- Мишел Райън – Нимуей
- Сара Париш – лейди Катрина

## „Приключенията на Мерлин“ в България
В България сериалът започна излъчване на 26 септември 2009 г. по bTV, всяка събота от 14:00 с дублаж на български. Първи сезон завърши на 19 декември. Втори сезон започва на 6 май 2012 г. по bTV, всяка неделя по два епизода и завършва на 17 юни 2012 г. На 28 май 2012 г. започва отново втори сезон с разписание всеки делник от 00:00 по един епизод и завършва на 13 юни 2012 г. Ролите се озвучават от артистите Елена Русалиева, Силвия Русинова, Силви Стоицов, Стефан Димитриев и Васил Бинев.
Втори сезон започна на 6 септември 2010 г. по bTV Cinema, всеки делник от 22:00 с повторение от 09:00. Втори сезон завърши на 22 септември 2010 г.
Повторение на първи сезон започна на 10 май 2011 г. по bTV Cinema, всеки делник от 19:00 с повторение от 06:00 и завърши на 26 май 2011 г. На 27 май 2011 г. започна повторение и на втори сезон, всеки делник от 19:00 с повторение от 06:00 и завърши на 14 юни 2011 г.